# Dalu Cavus
Dalu Cavus és una formació geològica de tipus cavus a la superfície de Mart, localitzada amb el sistema de coordenades planetocèntriques a -6.4 ° latitud N i 261.5 ° longitud E, que fa 65 km de diàmetre. El nom va ser aprovat per la UAI el sis de novembre de 2017 i fa referència al terme «nit» en javanès.